# Дональд Гарріс
Дональд Джаспер Гарріс (англ. Donald Jasper Harris; нар. 23 серпня 1938, Ямайка) — ямайський та американський економіст, почесний професор Стенфордського університету, знаний застосуванням посткейнсіанських ідей до економіки розвитку. Батько ймовірної кандидатки від Демократичної партії США на президентських виборах 2024 року Камали Гарріс, а також її сестри, юриста та політичного оглядача Маї Гарріс.
Протягом своєї кар'єри працював над економічним аналізом і політикою щодо економіки його батьківщини Ямайки. У різний час працював консультантом з економічної політики уряду Ямайки й економічним радником наступних прем'єр-міністрів. 18 жовтня 2021 року йому надано орден «За заслуги», національної нагороди Ямайки «за видатний внесок у національний розвиток».

## Молодість й освіта
Народився у Браунс-Тауні, округ Сент-Енн, Ямайка, в сім'ї афроямайців Оскара Джозефа Гарріса та Беріл Крісті Гарріс (уродженої Фінеган). У дитинстві вивчив катехізис, був охрещений в англіканській церкві та служив аколітом. За його словами, будівництво місцевої англіканської церкви започаткував уродженець Ірландії Гамільтон Браун, якого Гарріс вважає своїм предком, покликаючись на свою бабусю. Ріс у районі Орандж-Гілл округу Сент-Енн, поблизу Браун-Тауна.
Навчався в Університетському коледжі Вест-Індії та 1960 року здобув ступінь бакалавра мистецтв у Лондонському університеті, а 1966 року — докторський ступінь в Університеті Каліфорнії в Берклі. Докторську дисертацію «Інфляція, концентрація капіталу та економічне зростання: теоретичний і числовий аналіз» писав під керівництвом економетриста Деніела Макфаддена.

## Кар'єра
У своїй економічній філософії Гарріс критично ставився до основної економіки та ставив під сумнів ортодоксальні припущення.
Був доцентом в Університеті Іллінойсу в Урбана-Шампейн (1966—1967) і в Північно-Західному університеті (1967—1968). 1968 року перейшов до Університету Вісконсину у Медісоні на посаду доцента. 1972 року приєднався до факультету Стенфордського університету як професор економіки та став першим темношкірим вченим, якому отримав посаду на Стенфордському факультеті економіки. У різний час був заїжджим ученим Кембриджського університету та Делійської школи економіки; і запрошеним професор Єльського університету. Працював у редакційних колегіях «Журналу економічної літератури» та «Соціально-економічних досліджень». Давній член Американської економічної спілки.
У 1986—1987 роках керував Вищою школою соціальних наук Консорціуму в Університеті Вест-Індії, а також був стипендіатом програми Фулбрайта в Бразилії у 1990 і 1991 роках і в Мексиці у 1992 році. 1998 року залишив Стенфорд, ставши почесним професором.
У Стенфорді серед докторантів Гарріса були Стівен Фаццарі, професор економіки Вашингтонського університету в Сент-Луїсі та Роберт А. Блекер, професор економіки Американського університету у Вашингтоні, округ Колумбія. Він допоміг розробити нову програму з альтернативних підходів до економічного аналізу як галузі аспірантури. Протягом багатьох років викладав студентський курс «Теорія капіталістичного розвитку». 1998 року залишив Стенфордський університет, щоб зайнятися розробкою державної політики для сприяння економічному зростанню та розвитку соціальної справедливості.

### Внески в економічний аналіз і політику
Дослідження та публікації Гарріса були зосереджені на вивченні процесу концентрації капіталу та його наслідків для економічного зростання з метою довести, що економічна нерівність і нерівномірний розвиток є неминучими властивостями економічного зростання в ринковій економіці. З цього погляду він намагався оцінити традиції економічних досліджень, успадковані від класичних економістів і Карла Маркса, а також сучасні внески, беручи участь у відповідних економічних дослідженнях досвіду різних країн.
Працює в традиціях посткейнсіанської економіки. На його наукові дослідження найбільший вплив мали праці Джоан Робінсон, Моріса Добба, П'єро Сраффа, Міхала Калецького, Карла Маркса, Джона Мейнарда Кейнса, Йозефа Шумпетера й Артура Льюїса.
Одним з найпомітніших внесків Гарріса в економіку є його монографія «Capital Accumulation and Income Distribution». У цій праці він описує лінійну модель виробництва й обміну, де ціни визначаються класичним способом з урахуванням умов розподілу. На цій основі він створив модель зростання, яка розкриває можливість економічних криз, що виникають через різні джерела, пов'язані з інвестиційним попитом, визначенням заробітної плати, реалізацією прибутку та пропозицією робочої сили. Гарріс показав, що вартість капіталу, яка визначається цінами виробництва основних вироблених капітальних товарів, не знаходиться у зворотній залежності від прибутку. Він також розглянув значення й обмеження концепції вибору техніки та показав, що вона не відповідає спостережуваним особливостям процесу технологічних змін.
Основна увага подальших досліджень зосереджувалась на явищі «нерівномірного розвитку», яке визначається як «постійні відмінності в рівнях і темпах економічного розвитку між різними секторами економіки». Його аналіз показує, що стимулом до зростання та розвитку є прагнення окремих компаній до інвестицій і технологічних змін. Показано, що галузева диференціація та нерівність результатів виникають через динаміку пристосування до технологічних змін усередині та між компаніями з часом. Особливості процесу пристосування вважаються узгодженими з концепцією еволюційного процесу.
Гарріс досліджував економіку Ямайки, надаючи аналізи та звіти про структурні умови, історичні показники та сучасні проблеми економіки, а також розробляючи плани та політику сприяння економічному зростанню та соціальному залученню. Помітними результатами цих зусиль є Національна промислова політика, оприлюднена урядом Ямайки 1996 року та Стратегія стимулювання зростання 2011 року.

### Книги
Автор монографії «Capital Accumulation and Income Distribution», опублікованої 1978 року видавництвом Stanford University Press.
Опублікував кілька книг про економіку Ямайки, зокрема «Jamaica's Export Economy: Towards a Strategy of Export-led Growth» (Ian Randle Publishers, 1997) і «A Growth-Inducement Strategy for Jamaica in the Short and Medium Term» (під редакцією Г. Гатчінсона, Інститут планування Ямайки, 2012).

## Особисте життя
Восени 1961 року Гарріс прибув до Каліфорнійського університету в Берклі по стипендії Еліаса Ісси. Восени 1962 року він виступив на зборах Афро-американської асоціації, студентської групи в Берклі. Після виступу він зустрів Шаямалу Ґопалан (1938—2009), аспірантку дієтології й ендокринології того ж університету з Індії, яка була в авдиторії. За словами Гарріса, «ми розмовляли тоді, продовжували розмовляти на наступній зустрічі, і на іншій, і на іншій». У липні 1963 року вони одружилися.
У пари народилося двоє дітей: Камала Гарріс, колишній сенатор США від Каліфорнії та віцепрезидент США; і Мая Гарріс, юрист і політичний оглядач. Пара розлучилася, коли Камалі було п'ять або сім років.
Підростаючи, діти відвідували сім'ю Гарріса на Ямайці.
До травня 2015 року став натуралізованим громадянином США.